# Белнап (округ)
Округ Белнап (англ. Belknap County [ˈbɛlnæp]) — один из десяти округов штата Нью-Гэмпшир. Он расположен в районе озёр немного юго-западнее географического центра штата. Административный центр — Лакония. По состоянию на 2000 год население округа составляло 56 325 человек.

## История
Белнап был образован в 1840 году из северо-восточной части Мерримака и северо-западной части Страффорда. Округ был назван именем Джереми Белнапа (англ. Jeremy Belknap) — известного проповедника, историка, автора Истории Нью-Гэмпшира. Первый административный совет был проведён в городе Мередите, в месте известном как Мередит Бридж на реке Уиннипесоки. В 1855 году Лакония отделилась от Мередита.

## География
По данным службы переписи населения США, округ занимает площадь 1 210 км², из которых 1 040 км² — суша и 170 км² (14,35 %) — вода, в основном — озеро Уиннипесоки.

### Граничащие округа
- Карролл (с севера)
- Страффорд (с востока)
- Мерримак (с юго-запада)
- Графтон (с северо-запада)

## Демография
По данным переписи 2000 года в округе проживало 56 325 человек, среди них — 22 459 домашних хозяйств и 15 496 семей. Плотность населения — 54 человека на квадратный километр. Зарегистрировано 32 121 жилищных единиц (квартира или дом), со средней плотностью 31 единица на квадратный километр.
Распределение по расам:
- белые — 97,61 %
- чёрные (афроамериканцы) — 0,29 %
- коренные американцы — 0,30 %
- азиаты — 0,55 %
- островные американцы — 0,02 %
- другие расы — 0,16 %
- смешанные расы — 1,06 %.

Распределение по происхождению:
- латиноамериканцы — 0,74 %
- англичане — 17,2 %
- ирландцы — 13,6 %
- французы — 13,3 %
- французские канадцы — 12,2 %
- американцы — 8,5 %
- итальянцы — 6,9 %
- немцы — 5,7 %

По родному языку:
- английский — 95,0 %
- французский — 2,7 %
- испанский — 1,2 %

По возрасту (средний возраст — 40 лет):
- до 18 лет — 23,6 %
- 18 — 24 года — 6,7 %
- 22 — 44 года — 28,1 %
- 45 — 64 года — 26,4 %
- 65 лет и старше — 15,1 %

По полу:
- женщины — 50,74 %
- мужчины — 49,26 %

## Политика
По состоянию на 2007 год партия республиканцев занимает 14 из 20 мест от округа в законодательном органе штата. Однако, оба сенатора представляющие округ — демократы.